# História do Barreiro
A história do Barreiro começa no repovoamento do local da cidade logo depois da reconquista do lugar.

## Fundação
A cidade portuguesa de Barreiro teve origem numa «pobra» ou aldeia ribeirinha, repovoada após a reconquista cristã da zona, sob a égide dos Cavaleiros da Ordem de Santiago repovoaram o local.
Os seus povoadores dedicavam-se às actividades piscatórias e da extracção do sal.
A paróquia de Santa Cruz do Barreiro remonta aos século XIII-XIV, tendo sido comenda da Ordem de Santiago.

## Barreiro na expansão portuguesa séculos XV, XVI
O Barreiro teve um papel importante nos Descobrimentos Portugueses devido ao seu factor geográfico ser o ideal para a construção naval.
No esteiro do rio Tejo, que no Barreiro entra pelo Rio Coina, encontrava-se Vale de Zebro onde outrora se ergueram fornos de fabrico de biscoitos que abasteciam as naus que saíam de Lisboa rumo à Índia e ao Brasil.
As naus começavam a ser construídas no início do verão na ribeira das Naus em Lisboa. Na altura de inverno eram concluídas na Feitoria da Telha, nas margens do Rio Coina, por ser uma zona mais abrigada das tempestades de inverno e onde abundava a madeira.
A partir daí construíram-se outras instalações como o forno cerâmico da Mata da Machada, importante na fabricação de biscoitos para serem levados como mantimentos nas naus, e o complexo Real de Vale de Zebro que albergava em armazéns o trigo que era moído num moinho de maré e que seria posteriormente utilizado no fabrico dos biscoitos do forno da Mata da Machada e nos outros 27 fornos do complexo Real de Vale de Zebro.
A produção de vinho e a extracção de sal no Barreiro, também contribuíam para o abastecimento das naus.
- Vasco da Gama terá visitado por várias vezes o Barreiro, mais seu irmão Paulo da Gama, mais propriamente a vila de Palhais, para passar revista e até mesmo supervisionar a construção das naus e a logística dos navios que eles próprios iriam comandar rumo à Índia.Curiosamente Vasco da Gama, voltaria a passar novamente pelo Barreiro, mas cerca de 300 anos depois.Em 10 de junho de 1880, data da trasladação dos ossos de Camões e Vasco da Gama para o mosteiro dos Jerónimos. As ossadas de Vasco da Gama foram transportadas da Vidigueira até ao Barreiro de comboio, onde no Barreiro, esperava já no Bico do Mexilhoeiro, a corveta de guerra Mindelo, vinda de Lisboa com o vapor Operário, rebocando em escaler armado em câmara ardente, que tomou imediatamente o rumo do Barreiro, ladeado de uma dezena de embarcações, conduziam o ministro da Marinha e Ultramar.
- Álvaro Velho (século XV-XVI) terá nascido no Barreiro. Foi cronista e participou como marinheiro ou soldado na expedição de descoberta do caminho marítimo para a Índia comandada por Vasco da Gama em 1497. É-lhe atribuída a autoria de um diário de bordo anónimo, principal testemunho presencial dos acontecimentos conhecido. O diário de bordo de Álvaro Velho, ou Roteiro da Índia, chegou até nós incompleto, desconhecendo-se o manuscrito original. Uma cópia encontra-se na Biblioteca Pública Municipal do Porto. Foi publicado no Porto em 1838, com o nome "Roteiro da Viagem que em Descobrimento da Índia pelo Cabo da Boa Esperança fez D. Vasco da Gama em 1497". Após esta viagem, Álvaro Velho terá passado oito anos na Guiné (1499-1507).

Actualmente dá o nome a uma escola situada no Lavradio, e a uma rua situada no Barreiro.
- Complexo Real de Vale de Zebro, a sua instalação deve remontar ao reinado de D. Afonso V, e era comparável a um outro existente em Lisboa, os Fornos da Porta da Cruz. Em conjunto constituíam as duas unidades régias que asseguravam o fabrico de todo o biscoito necessário aos empreendimentos marítimos da expansão e dos descobrimentos.

Ao nível local o Complexo de Vale de Zebro influenciou positivamente Palhais contribuindo para o seu desenvolvimento, atraindo uma elite de funcionários da coroa como Almoxarifes, Feitores, Escrivães, Mestres do Biscoito, Biscouteiros, etc.
Por outro lado, estas actividades exigiam grandes quantitativos de mão-de-obra. Nesse contexto, a Coroa recorreu à importação de escravos, empregues quer no Complexo Real, quer como escravos domésticos nas casas senhoriais. Em 1553 a quantidade de escravos era tal, que existia na Igreja de Nª Sª da Graça uma «Confraria do Rosário dos Homens Pretos».
Com o Terramoto de 1755, Vale de Zebro ficou praticamente destruído e todo o Complexo foi reedificado. São do período pombalino a fachada principal e as Galerias de fornos no interior.
A Escola de Fuzileiros, ali instalada desde 1961, consagrou uma parte do edifício ao Museu do Fuzileiro, onde apresenta uma colecção de objectos sobre a História e a evolução do Corpo de Fuzileiros em Portugal.
- Gil Vicente

Nas obras do mestre Gil Vicente, aparecem pelo menos cerca de 6 referências ao Barreiro.
Um auto do mestre Gil Vicente em “Auto da Barca do Inferno”
```
Hou lá hou demo barqueiro,

sabeis vós no que me fundo?
Quero lá tornar ao mundo,
e trazer o meu dinheiro,
qu´ aquel ´outro marinheiro,
porque me vê vir sem nada,
dá-me tanta borregada (pancada)
como lá do Barreiro.
```

D. Manuel I em 16 de Janeiro de 1521, através de uma carta de privilégio concedeu ao Barreiro o estatuto de vila, separando-a do alfoz de Alhos Vedros, ficando registada com o novo estaturo no livro 7 de Odiana com o nome de
Vila Nova do Barreiro. Vila Nova para não se confundir com outro Barreiro o da Beira, esse sim com foral de 7 de Maio de 1514. Eis alguns excertos desta carta de privilégio:

## Carta da vila do Barreiro
"Dom Manuel"
A quantos esta nossa carta virem, fazemos saber que, esguardando nós como o lugar do Barreiro […] é um dos mais principais assim em povo, como noutras coisas […]
Estando e sabendo como por estar alongado da Vila de Alhos Vedros de cuja jurisdição é, as pessoas que nele moram não podem ir requerer sua justiça […], sem nisso levarem muito trabalho e fadiga e às vezes a deixam antes perder;
[…]
O que faria se fosse vila e tivesse seus oficiais e justiças, naturalmente segundo costume das vilas de nosso Reino e senhorio;
E fosse fora da sujeição da dita vila de Alhos Vedros.
[…]
Nós de nosso próprio moto certa ciência e poder absoluto, fazemos o dito lugar do Barreiro Vila e queremos que daqui em diante se chame Vila Nova do Barreiro.
E a tiramos e desmembramos do termo da dita vila de Alhos Vedros e lhe damos por termo:
Assim como vai o dito caminho e das ditas casas, assim como vai o caminho entestar na marinha de João Rodrigues, ficando a dita marinha e os moinhos de Gaspar Correia dentro no termo da dita Vila Nova do Barreiro.
E havemos por bem que possam daqui em diante fazer seus oficiais e jurisdições deles na maneira que o fazem as outras semelhantes vilas de nosso Reino".

## Século XIX e o início da industrialização até ao século XX
Nas duas margens dos esteiros funcionavam moinhos de maré que fabricavam a farinha para os biscoitos. os celeiros, fornos e moinhos subsistiram até ao século XIX. O concelho do Barreiro, ao ser extinto o de Alhos Vedros a 24 de Outubro de 1855, passou a integrar na sua área as freguesias de Palhais e de Lavradio.
O desenvolvimento do Barreiro teve início em 1861, com a exploração das linhas férreas até Vendas Novas (57 km) e até Setúbal (13 km). A sua expansão deve-a, contudo, a partir de 1906, com a adjudicação a um grupo de industriais do Caminho de Ferro, Sul-e-Sueste, inicialmente entre o Barreiro, e Vendas Novas. Com o surgimento deste meio de transporte, este haveria de despoletar um processo histórico, que viria a ser determinante, não só para o Concelho, como para o país. A implementação de indústrias pela Companhia União Fabril (CUF), desde 1898 dirigida pelo dinâmico e empreendedor empresário que foi Alfredo da Silva.
Desde então o Barreiro tornar-se-ia uma “moderna vila industrial e operária", transformando por completo o antigo aspecto da vila, tanto social, económica, como urbanisticamente, o Barreiro transfigurava-se. A malha urbana cresceria além dos limites do próprio concelho, até à vizinha Moita.
Os vestígios deste passado são ainda hoje uma marca da cidade, através das Oficinas da CP, dos Bairros Operários, e em especial do ainda presente parque industrial-empresarial da Quimiparque (actual nome da antiga CUF, e QUIMIGAL).Conhecido o seu desenvolvimento industrial através da C.U.F é de realçar toda as outras indústrias que existiram antes e durante o aparecimento desta grande empresa,trouxe muita população nova do resto do país e mesmo da Europa para aqui trabalhar, onde muitas dessas pessoas efectivamente acabaram por assentar, constituir família e fazer desta terra a sua nova casa, onde os seus filhos iriam ser os futuros Barreirenses do pós 25 de Abril.
O Barreiro ascendeu ao título de cidade em 28 de Junho de 1984.

## Indústria
- Empresas em destaque:
- Indústria da cortiça:

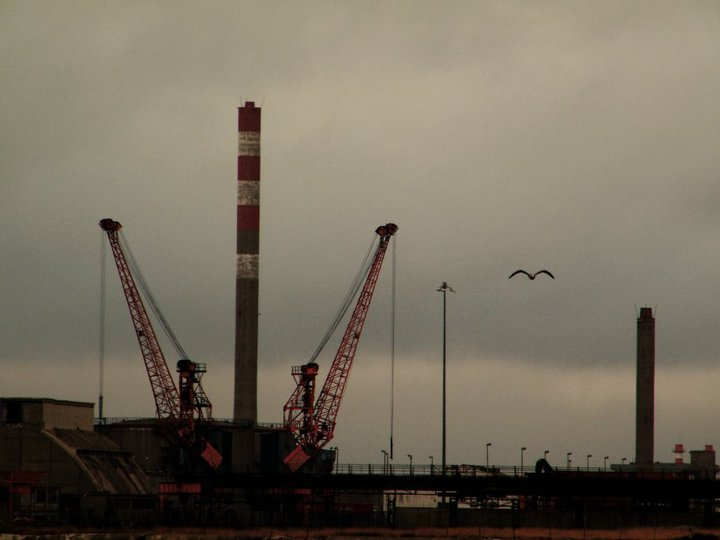
Unidade fabril da C.U.F

Até 1950 existiram cerca de 27 fábricas de cortiça por todo o concelho.
Na zona da recosta existia a mais importante fábrica de cortiça-estabelecimentos Herold, Lda.
Rua Miguel Pais existia outra fábrica de cortiça.
Fabricas de cortiças de Braamcamp-Sociedade Nacional de cortiças.
No Bonfim, freguesia da Verderena, onde o nome da zona do Bonfim provêm da companhia de moagem e farinação de cereais, a companhia de Vila Franca e Bonfim Lda nos anos de 1920, na zona da caldeira, mais tarde surgiu uma fábrica de cortiça.
Na Zona da Telha, freguesia de Santo André, a chamada " Fábrica do alemão", de seu nome real Hermann Zunn Hingste, natural de Bremen, cortiçeiro no sul da Alemanha. Pouco após a 2ª Guerra Mundial com a derrota da Alemanha a empresa faliu.
- Indústrias diversas:
- Fábrica de explosivos- sociedade Portuguesa de Cheditte lda.Fundada em 1911, na barra a barra Lavradio, foi nos anos 30 a fornecedora  quase exclusiva de explosivos para grandes obras realizadas no nosso país, das quais a do porto de Setúbal-1934

Fábrica de massas na rua Miguel Pais.
Na freguesia de Palhais e na freguesia de Coina existiam os fornos da cal.
Freguesia de Palhais
- Indústria de cerâmica e borracha.
- 1957-inaugurada a unidade industrial “Tinco”, Sociedade fabril de tintas de construção-“Sotinco”, na zona industrial do Lavradio.

Freguesia de Coina
- Fábrica de extraçcão de algas luso-japonesa, “Unialgas”, S.A.R.L e do do grupo japonês Mitsui e C.
- O nome da alga extraida chamavasse ágar-ágar, que destinava-se a produtos alimentares, farmacêuticos e químicos.
- Fonte da talha, empresa de extracção de areias.
- Fábrica de pastilhas elásticas MAY.

No Barreiro (freguesia)
- Fábrica de chocolates e pastilhas elásticas-Tágides, na rua presidente Sidónio Pais.
- Fábrica de massas na rua Miguel Pais.

## Curiosidades Históricas
- 1736-Iniciou-se a festividade da Nossa Senhora do Rosário do Barreiro a 7 de Outubro.No Brasil, na cidade do Maranhão, uma igreja festeja todos os anos a imagem de Nossa Senhora do Rosário do Barreiro.
- 1845- Data da “farmácia Pimenta”, fundada por Rafael Pimenta, a mais antiga fármacia do concelho ainda em funcionamento(2011).
- 1855- 16 de Setembro, subida de D. Pedro V  ao trono, no dia 15, véspera do dia da sua aclamação, foi inaugurado no Barreiro, o asilo D. Pedro V, para a infância desfaforcida do Barreiro.
- 1856- Epidemia de cólera no Barreiro, só no mês de Março, faleceram 41 pessoas, numa população da época de cerca de 2824 habitantes.
- 1857- Surto de febre amarela, mas sem vitimas mortais.
- 1859- Vinda ao Barreiro de D. Pedro V e família real, no dia 2 de Fevereiro, visitou o caminho de ferro do sul, em construção.
- 1890- 11 de fevereiro , uma poderosa manifestação, promovida pela sociedade Filarmónica Barreirense (Penicheiros), contra o Ultimato Britânico de 1890.
- 1909- A 5 de Dezembro, foi fundado pelo centro socialista do Barreiro, o jornal “Avante”.
- 1911-11 de Abril Fundação do Futebol Clube Barreirense.
- 1920-22- O Barreiro foi o primeiro concelho do país a eleger uma câmara com maioria socialista.
- 1926- 11 de novembro, inaugurada a sede da “ LIGA DOS COMBATENTES DA GRANDE GUERRA”, nos paços do concelho, onde o seu 1º presidente foi António Cabrita, ex-combatente em França no batalhão de Sapadores de caminhos de Ferro no Corpo Expedicionário Português António Cabrita pai do fotografo Augusto Cabrita.
- 1927- O FC Barreirense foi o primeiro clube a praticar o basquetebol a sul do Tejo.
- 1929/1930: FC Barreirense disputa a final da Taça de Portugal de Futebol frente ao SL Benfica, resultado: SL Benfica 3-1* FC Barreirense, * após prolongamento.
- 1934-No dia  15 de junho na rua Miguel Pais nº15, foi fundado o 1º sindicato no Barreiro, sindicato Nacional dos Descarregadores de Mar- Terra do distrito de Setúbal.
- 1936- A delegação da liga dos combatentes da grande guerra, mudou a sua sede para a rua Miguel Pais nº70. Em 1970 ainda havia 49 combatentes da 1ª grande guerra inscritos na Liga.
- 1937- 27 de Janeiro, fundação  Grupo Desportivo da CUF.
- 1939- Joaquim Fernandes, ciclista GD CUF ,vence a Volta a Portugal em Bicicleta.
- 1956/57- O Futebol Clube Barreirense venceu na modalidade de Basquetebol o seu 1º Campeonato Nacional de Seniores e sua 1ª Taça de Portugal de Seniores.
- 1958- O Futebol Clube Barreirense participa no Campeonato Europeu de Clubes de Basquetebol frente ao Real Madrid, O jogo com o Real Madrid CF ficou na história da modalidade uma vez que o mesmo constituiu a primeira transmissão directa televisiva em  Portugal e o primeiro jogo numa competição europeia de um clube português em Basquetebol.
- 1965- A equipa sénior de Hóquei em Patins do GD CUF é campeã nacional da modalidade e a 1 de Dezembro em jogo a contar para a primeira mão da 2ª ronda da Taça dos Clubes de Cidades com Feiras em Futebol, o GD CUF recebeu, no campo de Santa Bárbara , o poderoso AC Milan, que bateu por 2-0, com golos de Fernando Oliveira (61') e Abalroado (89', g.p.).
- 1966- Inauguração do Estádio Alfredo da Silva, no mês de Junho.  A estreia trouxe ao Alfredo da Silva o SL Benfica, num jogo que terminou empatado a um golo. O Estádio teve desde o início a configuração que mantém e tem capacidade para cerca de 22 000 espectadores sentados.